# Adaldag
Adaldag, född cirka 900, död 28 april 988, var en tysk katolsk benediktinmunk och ärkebiskop av Hamburg-Bremens katolska ärkestift åren 937-988.

## Biografi
Adaldag hade en god relation till de tyska kungarna av den sachsiska dynastin, främst Otto I. Adaldag utnämndes också till ärkebiskop med hans stöd. Hans missionsverksamhet gick hand i hand med kungarnas strävanden att vinna övervälde över Danmark. Under hans tid som biskop övergick Harald Blåtand till kristendomen, och de första nordiska biskoparna kunde invigas 948 med säte på Jylland, i Slesvig, Århus och Ribe. Senare tillkom även ett stift i Odense. 
Adaldag hindrade biskopsdömet Bremens avskiljande från Hamburgs ärkebiskopsstol. 
Mot slutet av Adaldags biskopstid bröt det tyska väldet samman i Danmark och alla biskopar som han vigt fördrevs. 